# Long thuyền
Long thuyền hay cẩm thủy Nam Bộ, thủy cầm hung (danh pháp: Nosema cochinchinensis) là một loài thực vật có hoa trong họ Hoa môi. Loài này được (Lour.) Merr. mô tả khoa học đầu tiên năm 1935.